# Левадиакос
«Левадиакос» (греч. Α.Π.Ο. Λεβαδειακός) — греческий футбольный клуб, представляющий город Левадия. Клуб был основан в 1961 году в результате слияния двух любительских клубов «Трофони» и «Паллевадиаки Эноси». Домашние матчи команда проводит на стадионе «Левадиас», вмещающем 5915 зрителей. В Суперлигу Греции клуб впервые пробился в 1987 году и провёл в ней в общей сложности (по состоянию на 2009 год) 10 сезонов.